# Hollandse Signaalapparaten
Hollandse Signaalapparaten (in de wandelgang Holland Signaal of kortweg Signaal of "HSA") was een bedrijf in Hengelo dat militaire elektronische toepassingen, zoals radarapparatuur, maakte. Later werd het als Thales Nederland onderdeel van de Thales Groep.

## Onder Duits beheer
Het bedrijf werd in 1922 opgericht onder de naam: NV Hazemeijers fabriek van Signaalapparaten. Deze oprichting kwam voort uit de wens van de Koninklijke Marine om Hr. Ms. Sumatra (1926) en Hr. Ms. Java van een moderne vuurleiding te voorzien. Het Duitse systeem was veruit superieur gebleken ten opzichte van het Britse maar mocht op grond van het Verdrag van Versailles niet meer in Duitsland geproduceerd worden, aangezien Duitsland geen defensie-industrie meer mocht bezitten. Dit werd omzeild doordat de fabrikant, Siemens & Halske, in Den Haag een schaduwfirma oprichtte, de Internationale Patenthandel (IPATH). Via een constructie van de Koninklijke Marine, de IPATH en de firma Hazemeijer kwam de voorloper van Signaal tot stand. De Duitsers zorgden er wel voor dat ze de volledige zeggenschap kregen. Van het aanvangskapitaal van f 100.000 was f 65.000 in handen van IPATH, de overige bij Hazemeijer. De directie bestond aanvankelijk uit twee mensen vanuit Hazemeijer maar werd al in 1923 aangevuld met drie Duitsers, ook het vakpersoneel bestond voor het grootste deel uit Duitsers. In de jaren voorafgaand aan de Tweede Wereldoorlog trachtte de marine dat te veranderen door een assistent-directeur te benoemen, Ltz. Jules Schagen van Leeuwen, die in 1936 in dienst kwam en in 1939 zelfs directeur van Hazemeijer werd. Hij stelde een aantal tekeningen en documenten veilig voordat hij naar Engeland vluchtte. In Engeland kreeg hij contact met Max Staal, een eveneens gevluchte ingenieur die bij het Meetgebouw van de Cie voor Physische Strijdmiddelen (het latere Physisch Laboratorium TNO) in Den Haag werkte aan elektrische luistertoestellen ('radar') en in het VK aan o.a. de ontwikkeling van de RDF 289, belangrijk voor de latere productie van radarapparatuur bij Signaal.
De nazi's kregen Hazemeijer Signaal vrijwel ongeschonden in handen en onder hun beheer werkte de fabriek niet alleen door maar breidde uit, van 886 naar 1298 personeelsleden in 1944. In maart 1944 werd de fabriek getroffen door een geallieerd bombardement, terwijl de bezetter bezig was de fabriek leeg te halen en de inventaris naar Werdau en Sassenheim te verhuizen. Toen Schagen van Leeuwen in 1945 terugkwam trof hij een leeggeroofde fabriek zonder personeel aan: dat was naar Duitsland gevlucht of gevangengenomen.

## Philips

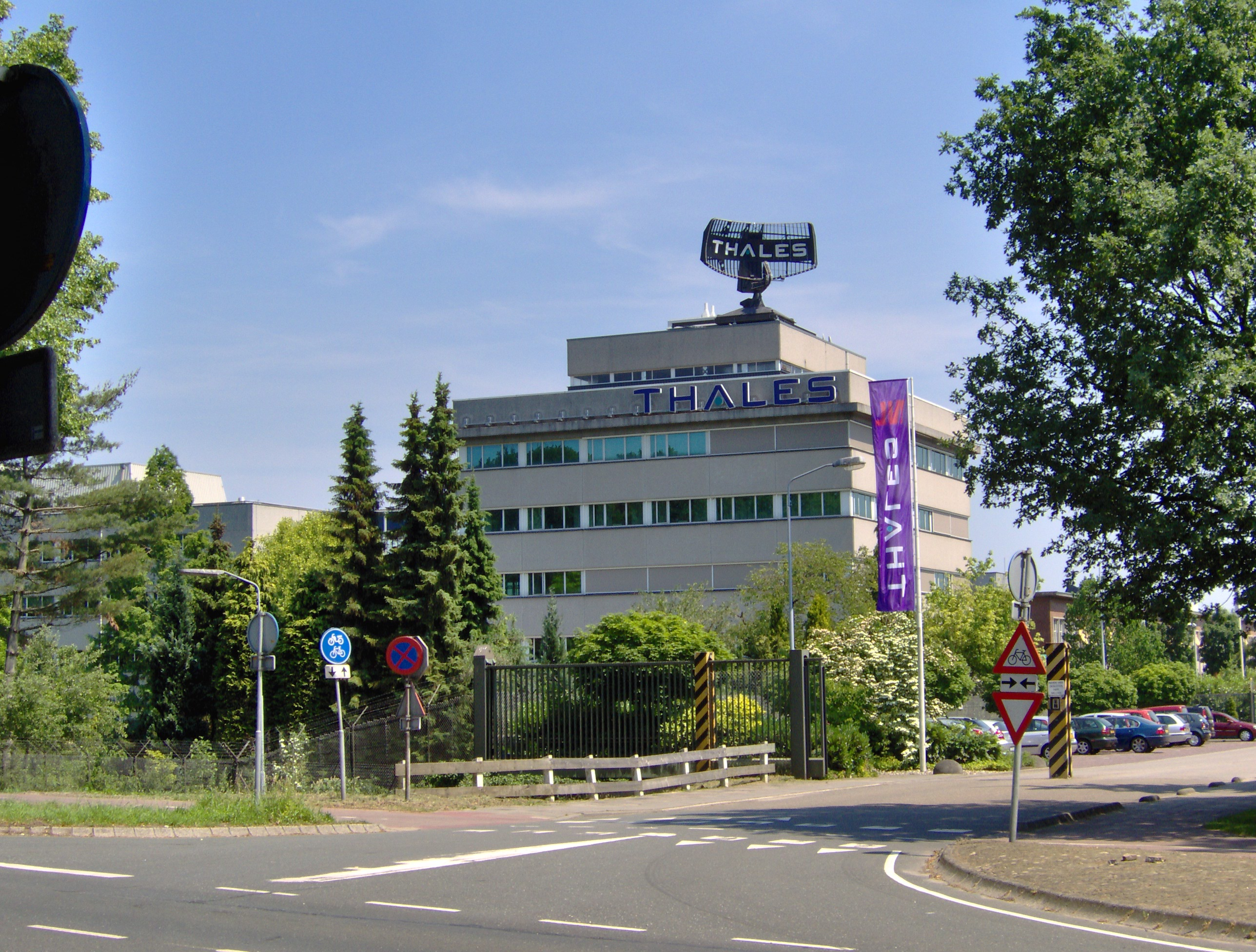
Thales Hengelo

Na de bevrijding werd het bedrijf door de Nederlandse regering overgenomen en kwam onder beheer van Het Nederlandse Beheersinstituut. De militaire productie werd geleidelijk hervat en snel belangrijk onder invloed van de naoorlogse wapenwedloop. Zo kwam in 1948 Max Staal naar Signaal met als taak de Nederlandse marineschepen met radar uit te rusten. Vele nieuwe marineschepen werden gebouwd, mede onder invloed van de Koude Oorlog..Voor de noodzakelijke elektronica werkte men samen met Philips, waarmee ook al werd samengewerkt in een nevenvestiging in Almelo waar van 1947 tot de opheffing, in 1952, platenwisselaars voor Philips werden gemonteerd. In 1955 werd een deel van de radarontwikkeling van Philips naar Hengelo verplaatst, in 1956 verwierf Philips een meerderheidsaandeel in Signaal die het onderbracht in de Hoofdindustriegroep TDS (Telecommunicatie Defensie Systemen). Signaal maakte toen al weer bijna uitsluitend militaire producten vooral vuurleidingsapparatuur naast een zeer bescheiden civiele productie.
Tijdens de Koreaanse Oorlog nam de personeelssterkte van Signaal toe van 1200 tot enkele duizenden. Radarvuurleidingsapparatuur, waaronder de Goalkeeper, werd ontwikkeld en het accent verschoof van mechanische precisieapparatuur naar elektronica. Onderdelen zoals klystrons werden door Philips geleverd. Ook de Koninklijke Landmacht plaatste orders voor vuurleidingssystemen.
Signaal maakte van circa 1955 tot 1975 ook computers, in eerste instantie bedoeld ter ondersteuning van de vuurleidingssystemen maar ook gebruikt voor meer algemene toepassingen als luchtverkeersleiding. Toen op de markt geleidelijk aan computers beschikbaar kwamen die ook onder militaire omstandigheden konden worden ingezet, verplaatste de aandacht zich van hardware- naar softwareontwikkeling.
Naast de vestiging te Almelo was er ook een vestiging in Apeldoorn , waar met name civiele radar-, computer- en communicatiesystemen werden geproduceerd: Air Traffic Control-systemen voor luchthavens (waaronder Schiphol) en Vessel Traffic Management-systemen voor zeehavens (waaronder de Nieuwe Waterweg en Rotterdam). Signaal was bovendien gevestigd in Den Haag (het voormalige bedrijf Van der Heem), waar voornamelijk sonarapparatuur werd geproduceerd, en in Gronau (Duitsland).
In 1977 werkten bij Signaal 3200 mensen. In 1991 waren dat er 4000 en in 2017 waren er 2000 werknemers bij Thales Nederland te Hengelo, Huizen, Houten en Eindhoven.

## Overnames en naam
In 1990 verwierf het toenmalige Thomson-CSF, dat later is opgegaan in de Thales Groep, een meerderheidsbelang in Signaal, in 1992 deed Philips afstand van haar resterende 20%-belang. De vestiging in Hengelo heet 'Thales Nederland'.

## Norma
In 2008 werd de mechanica-afdeling van het bedrijf (bekend onder de naam MPM) overgenomen door Norma Holding, waarna het onder de naam Norma MPM voortgezet werd. Norma MPM telt ongeveer 200 medewerkers.